# Akkorokamui

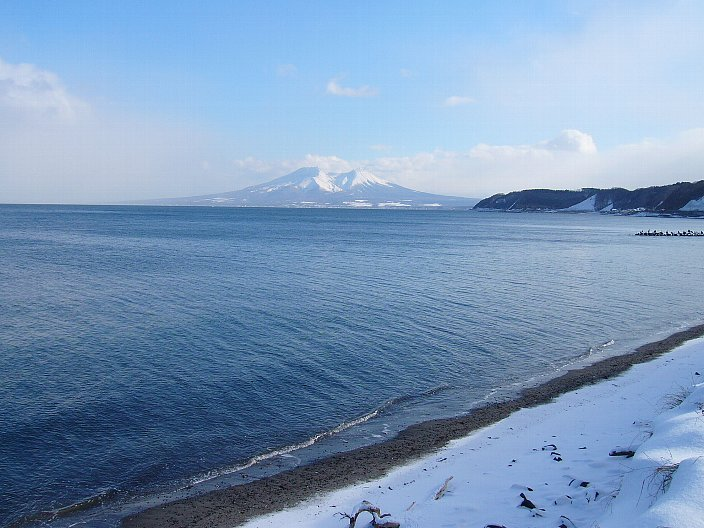
La baia di Uchiura e il monte Komagatake vicino alla città di Yakumo, Hokkaidō, dove si dice che viva lakkorokamui.

Akkorokamui (アッコロカムイ?, in ainu :At-kor-kamuy) è un mostro gigante simile a un polpo, appartenente al folclore Ainu (Giappone settentrionale), equivalente al Kraken nordico, che presumibilmente si nasconde nella Baia di Uchiura, a Hokkaidō. Si dice che il suo enorme corpo possa raggiungere dimensioni di più di 120 metri di lunghezza. Il suo nome può essere tradotto come "kamuy che tiene le corde".

## Nello shintoismo
Il rispetto degli Ainu per questo mostro è permeato nello shintoismo, che ha incorporato Akkorokamui come un kami minore. Le pratiche di auto purificazione per Akkorokamui sono spesso seguite rigorosamente. Sebbene sia spesso presentato come un kami benevolo con poteri di guarigione e capace di conferire conoscenza, è volubile e ha la propensione a fare del male. La natura di polpo di Akkorokamui lo rende persistente, e perciò è quasi impossibile sfuggire alla sua presa senza che lui lo voglia.
Akkorokamui ama il mare e le offerte che lo riguardano: pesci, granchi, molluschi e simili sono le sue offerte preferite, dato che restituiscono ciò che lui ha "dato" ai pescatori. Le offerte ad Akkorokamui vengono spesso effettuate per chiedere aiuto riguardo disturbi degli arti o della pelle, ma anche per la purificazione mentale e il rilascio spirituale, che sono particolarmente importanti.
La descrizione dell'Akkorokamui è tipicamente caratterizzata dalla capacità del kami di auto-amputarsi per rigenerare gli arti, come molte specie di polpi possono fare.
Akkorokamui è tipicamente descritto con la capacità di auto-amputarsi, come molte specie di polpi, per rigenerare i propri arti. Questa caratteristica si manifesta nella convinzione nello Shintoismo che Akkorokamui abbia poteri curativi. Di conseguenza, si crede tra i seguaci che fare offerte ad Akkorokamui guarirà i disturbi del corpo, in particolare sfigurazioni e arti rotti.
Santuari dedicati ad Akkorokamui e alle divinità polpi associate ad esso si trovano in tutto il Giappone.